# 린-에이번 유나이티드 AFC
린-에이번 유나이티드 AFC(Lynn-Avon United Association Football Club)는 뉴질랜드 오클랜드의 린 에이번에 연고를 둔 세미프로 축구단이다. 구단의 첫 1군은 NRFL 챔피언십에 뛰었었다.